# ليسوم مبجل
ليسوم مبجل (الاسم العلمي: Illicium religiosum) هو نوع نباتي يتبع جنس الليسوم من فصيلة الشزندرية.